# BSG Traktor Selmsdorf
Die BSG Traktor Selmsdorf war eine Betriebssportgemeinschaft (BSG) nach DDR-Recht mit Sitz in der Mecklenburger Gemeinde Selmsdorf. 

## Porträt
Der Ursprung der BSG Traktor geht auf die 1946 gegründete Sportgruppe (SG) Selmsdorf zurück. Diese beteiligte sich in der Saison 1946/47 mit einer Fußballmannschaft an der Landesmeisterschaft in Mecklenburg-Vorpommern. Es beteiligten sich 31 Mannschaften in einer vier Staffeln umfassenden Spielklasse, die zu dieser Zeit als einzige im Ligensystem einen Landesmeister in der Sowjetischen Besatzungszone ermittelte. Die SG Selmsdorf trat in der Staffel West-Mecklenburg gegen neun weitere Mannschaften an. Als einzige Dorfmannschaft waren die Selmsdorfer chancenlos und landeten nach nur zwei Siegen bei zwölf Niederlagen auf dem letzten Tabellenplatz. Bis 1951 spielte die Sportgruppe, die sich ab 1948 SG Silbermöwe Selmsdorf nannte, in der Bezirksklasse Mecklenburg (der Zusatz Vorpommern war bereits 1947 aus dem Landesnamen getilgt worden). Die Bezirksklasse war bis zur Saison 1948/49 zweite Spielklasse im ostzonalen Fußball-Ligensystem. 1949/50 war sie nach Einführung der Ostzonenliga (später DDR-Oberliga) dritte Liga und war 1950/51 nach Installation der DDR-Liga nur noch viertklassig. 
Zur Saison 1950/51 wurde die Bezirksklasse von vier auf zwei Staffeln reduziert und Selmsdorf musste künftig auf Kreisebene antreten. Im Laufe der frühen 1950er Jahre wurde die Sportgruppe in die BSG Traktor Selmsdorf umgebildet, mit der örtlichen LPG als Trägerbetrieb. Ab 1952 lag Selmsdorf, unmittelbar an der Grenze zur Bundesrepublik gelegen, im DDR-Sperrgebiet, das nur mit Sondergenehmigung betreten werden durfte. Dadurch auch sportlich behindert, kam die Fußballmannschaft der BSG Traktor für viele Jahre nicht über das Kreisniveau hinaus. Lediglich zwischen 1966 und 1969 gelang es den Fußballern, sich für drei Spielzeiten in der viertklassigen Bezirksklasse Rostock zu behaupten. 1975 zog die BSG Traktor ihre Fußballmannschaften aus dem Spielbetrieb zurück und löste sich gänzlich auf.